# Vittertjärnen (Lycksele socken, Lappland)
Vittertjärnen är en sjö i Lycksele kommun i Lappland och ingår i Öreälvens huvudavrinningsområde.